# St. Karl Borromäus (Rosenberg)

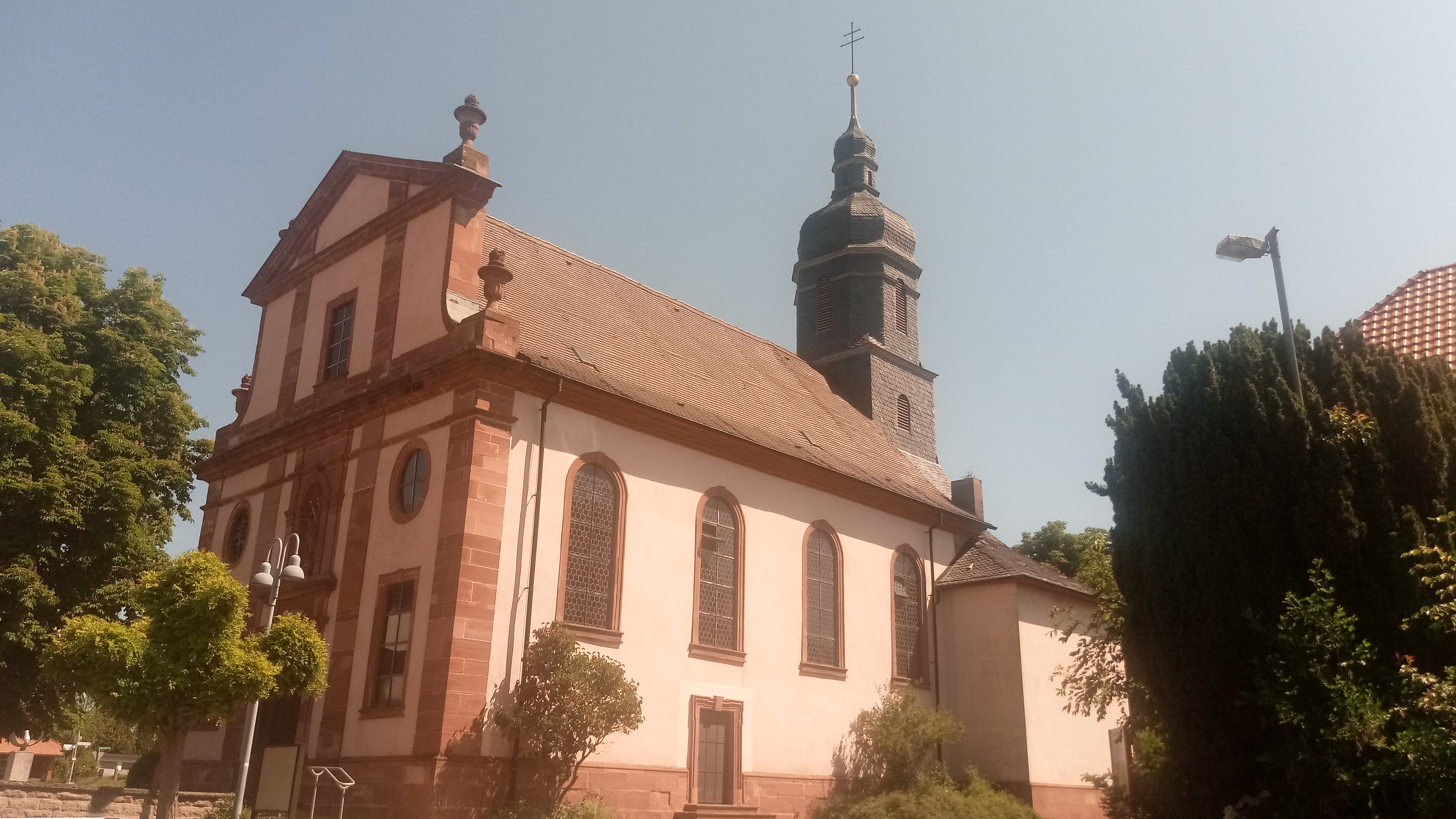
St. Karl Borromäus in Rosenberg

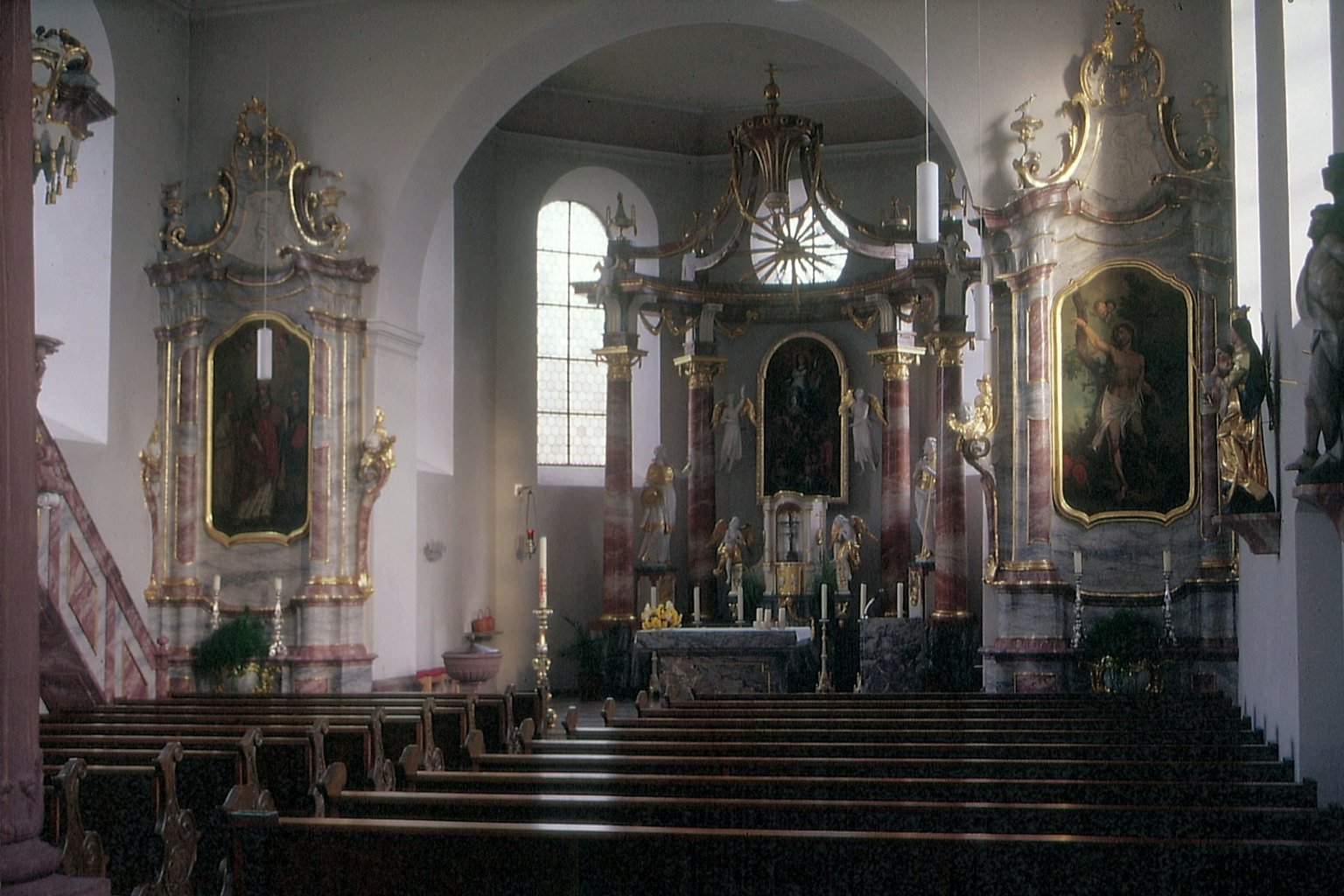
Innenansicht

Die katholische Pfarrkirche St. Karl Borromäus steht in Rosenberg, einer Gemeinde im Neckar-Odenwald-Kreis von Baden-Württemberg. Das Bauwerk ist beim Landesamt für Denkmalpflege Baden-Württemberg als Baudenkmal eingetragen. Die Kirchengemeinde gehört zum Dekanat Mosbach-Buchen im Erzbistum Freiburg.

## Beschreibung
Die Saalkirche wurde 1756 von einem Fürsten aus dem Hause Löwenstein-Wertheim gestiftet. Sie besteht aus einem Langhaus, einem eingezogenen, dreiseitig geschlossenen Chor im Osten. Über diesem erhebt sich ein schiefergedeckter Dachturm, der mit einer Zwiebelhaube und einer bekrönenden Laterne bedeckt ist. Die Fassade im Westen ist durch Lisenen gegliedert und mit einem Blendgiebel abgeschlossen. In ihr befindet sich das Portal, über dem in einer Nische die Statue der Maria steht.
Im Chor ist an der Südwand eine Patronatsloge für die von Löwenstein-Wertheim untergebracht. Das Altarretabel des Hochaltars, der mit einem Baldachin bedeckt ist, zeigt die Himmelfahrt Mariens.
Im Glockenstuhl des Kirchturms befinden sich drei Kirchenglocken, die 1951 von Friedrich Wilhelm Schilling (Heidelberg) gegossen wurden.
- Glocke 1 hat bei einem Durchmesser von 918 mm ein Gewicht von 447 kg und klingt mit dem Schlagton as′+2.
- Glocke 2 hat bei einem Durchmesser von 801 mm ein Gewicht von 299 kg und klingt mit dem Schlagton b′+2.
- Glocke 3 hat bei einem Durchmesser von 671 mm ein Gewicht von 178 kg und klingt mit dem Schlagton des″+2.